# Eğrisöğüt
Eğrisöğüt (türkisch für schiefe Weide) ist ein Dorf im Landkreis Pınarbaşı der türkischen Provinz Kayseri. Eğrisöğüt liegt etwa 95 km östlich der Provinzhauptstadt Kayseri und 17 km südlich von Pınarbaşı. Eğrisöğüt hatte laut der letzten Volkszählung 25 Einwohner (Stand Ende Dezember 2010). Die Bevölkerung besteht hauptsächlich aus Osseten.